# Эбеновое дерево
Эбе́новое де́рево, или эбе́н, — чёрная (либо чёрная с полосами) древесина некоторых тропических деревьев рода Хурма (Diospyros), произрастающих во влажных тропических лесах Западной, Центральной и Восточной Африки, Южной и Юго-Восточной Азии, на островах Индийского океана, в муссонных лесах Индии и острова Шри-Ланка. Ядровая древесина без различимых годовых колец очень твёрдая и тяжёлая, относится к самым ценным древесным породам. Жёлто-серая заболонь, которую удаляют с дерева сразу после повала, может занимать до 70 % ствола и никогда не поступает в продажу, так как считается некрасивой. Плотность эбена — до 1300 кг/м³ при влажности 15 %. Эта древесина тонет в воде.

## Сорта

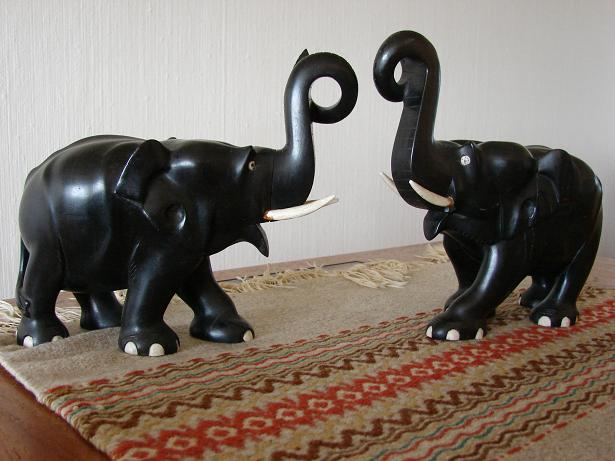
Фигурки слонов из цейлонского эбена

Древесину эбенового дерева делят на сорта в зависимости от вида растения, являющегося её источником.
- Камерунский эбен — древесина вида Diospyros crassiflora Hiern; поступает из Африки и является самым распространённым на рынке сортом эбена, обычно глубокого чёрного цвета или с серыми прожилками. Для него характерны выраженные открытые поры, вследствие чего он ценится существенно ниже других, мелкопористых сортов.
- Цейлонский эбен — древесина вида Цейлонское эбеновое дерево, или Чёрное эбеновое дерево (Diospyros ebenum J.Koenig); имеет самое лучшее качество: очень твёрдая (в два раза твёрже дуба), хорошо полируется (после полировки становится идеально ровной), практически без видимых пор, устойчива к повреждению термитами и к воздействию воды. В XVI—XIX веках именно из этого сорта эбена делали лучшую мебель.
- Мадагаскарский эбен — древесина вида Diospyros perrieri Jum.; имеет тёмно-коричневый цвет, очень мелкие поры, устойчива к термитам и воде, плотность около 1000 кг/м³.

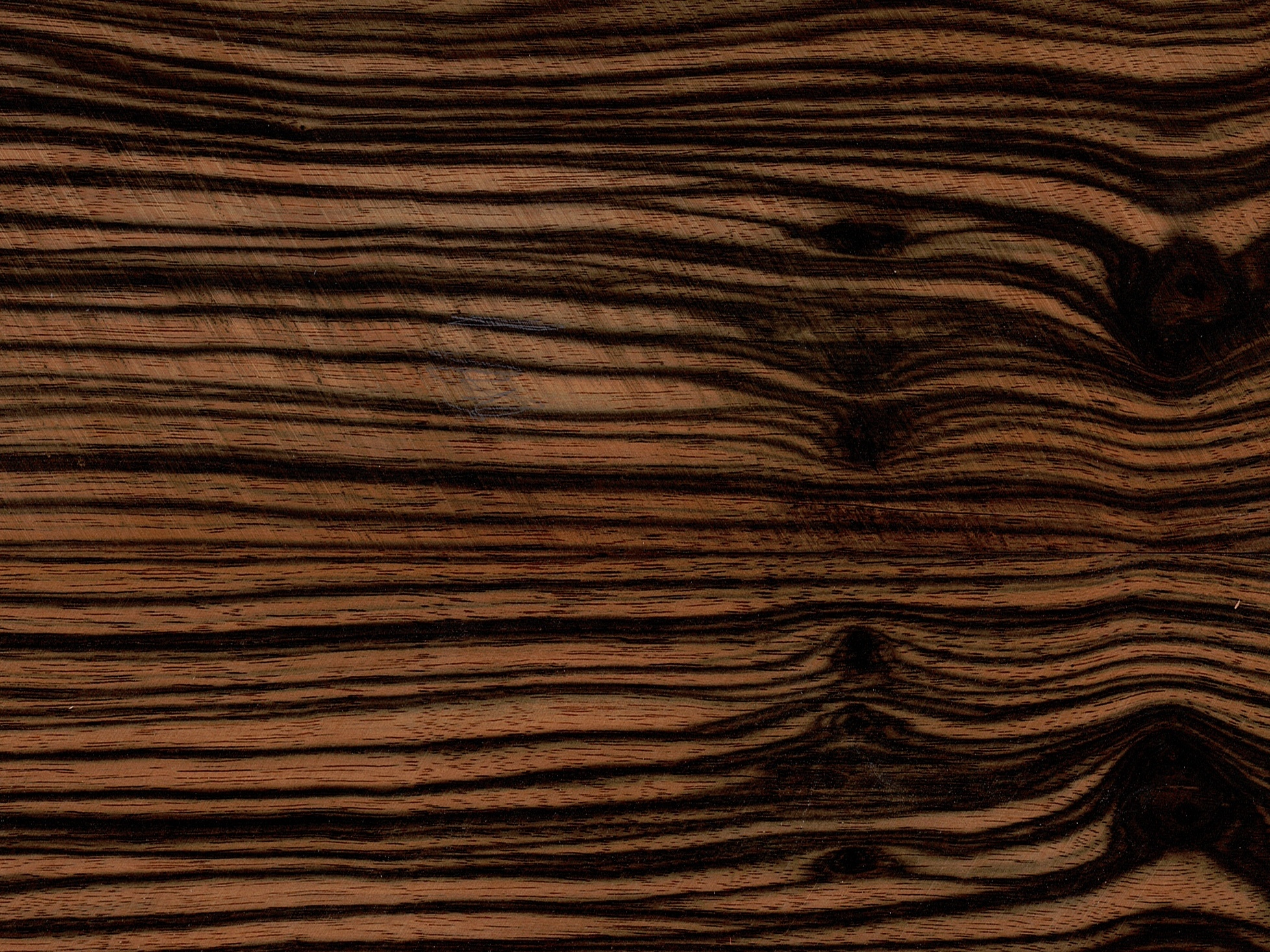
Макассарский эбен

- Пламенный эбен — древесина вида Diospyros celebica Bakh. (Индонезия); считается «цветным» эбеном, его заболонь желтовато-белая, а ядро чёрное с очень характерным рисунком из светло-жёлтых и коричневых полос, при созерцании которых создаётся впечатление, словно языки пламени трепещут на поверхности дерева. Древесина очень плотная и стойкая. Плотность составляет от 1100 до 1300 кг/м³.
- Макассарский эбен — древесина эбенового дерева с характерным рисунком в виде чередующихся прямых черных и коричневых полос. Древесина плотная, тонет в воде.
- Мунский эбен — древесина вида Diospyros mun A.Chev.; поступает из Лаоса и Вьетнама и похожа по раскраске на макассарский эбен.
- Лунный эбен — древесина вида Маболо (Diospyros blancoi A.DC.); крайне редкая разновидность чёрного эбена. Родина — Филиппины, сейчас встречается только в непроходимых лесах Мьянмы. Лунный эбен — единственный сорт среди эбеновых деревьев с древесиной светлых оттенков. Текстура дерева очень красива. При спиливании имеет белый цвет с зеленоватыми разводами. После высыхания приобретает золотисто-жёлтый цвет с чёрными разводами, прожилками и полосками. Иногда разводы и полоски могут иметь и другие оттенки, например голубоватые, зеленоватые, шоколадные. Лунный эбен запрещён к рубке и вывозу. Мьянма крайне редко продаёт квоты на незначительные партии. Деревья, допустимые к рубке, имеют возраст от 400—450 до 1000 лет. Это происходит потому, что заболонь эбеновых деревьев составляет порой до 70 % от общей толщины дерева и её отделяют и выбрасывают сразу после спиливания дерева, забирая только твёрдую сердцевину, которая находится в самом центре ствола. То, что дерево эбена оказалось лунным, — определяется по мере спиливания дерева, так как внешне оно неотличимо от других видов эбеновых деревьев. Эбен растёт очень медленно — проходят века, пока дерево вырастет до товарных размеров. Из-за крайне медленного роста древесина эбена приобретает огромную плотность — до 1300 кг/м³. Очень требовательна к условиям сушки, после сушки сильно теряет в объёме. Содержит большое количество эфирных масел, поэтому устойчива к воздействию внешней среды, к перепадам влажности и температуры, не гниёт, устойчива к повреждению насекомыми, в том числе термитами. Из лунного эбена делают самые дорогие, редкие, эксклюзивные и красивые бильярдные кии, имеющие высокие игровые характеристики и твёрдость, однако далеко не каждый мастер возьмётся за изготовление кия из лунного эбена, так как структура волокон и большая твёрдость требуют от мастера большого опыта по обработке этого очень дорогого дерева, необходимо также наличие особых инструментов повышенной износостойкости, так как лунный эбен быстро и легко затупляет практически любой режущий деревообрабатывающий инструмент. Кии из лунного эбена, особенно цельные, являются штучным товаром и стоят очень дорого. Также из лунного эбена изготавливают мебель и предметы интерьера, декоративный паркет, сувениры, инкрустации. Квадратный метр паркета из лунного эбена продаётся поштучно и стоит в среднем около 50 000 долларов США (2013).

Пыль, в частности возникающая при обработке эбеновой древесины, вызывает раздражение кожи, глаз и лёгких.

## Применение

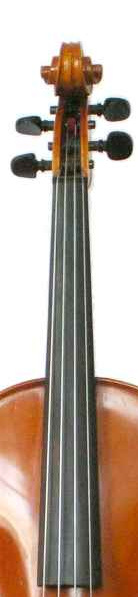
Гриф и колки скрипки.

Эбеновое дерево находит применение в первую очередь при изготовлении мебели. Также его используют для интарсий и шпона или при изготовлении музыкальных инструментов (например, накладка на гриф скрипичных инструментов, порожки, колки), бильярдных киев и в искусстве. Из истории известно, что это было излюбленное дерево для дверных и оконных ручек, ручек столовых приборов, обрезки использовались для изготовления вязальных спиц и крючков или на ручки бритв.

## Этимология
В наше время эбеном называется чёрное дерево из рода Diospyros, растущее в Индии и Шри-Ланке, однако в Библии под названием håvnîm (ивр. הָבְנִים‎) подразумевалось похожее дерево, древесина которого привозилась из Нубии. Исследования тёмного дерева, которое находят в египетских гробницах (египетское hbny = эбен), позволили установить, что это древесина африканского розового дерева (Dalbergia melanoxylon) из семейства Бобовые, которое произрастает в засушливых областях у южной границы Сахары.

## Эбен в мифологии
В мифах, магии и эзотерике эбену часто приписываются магические свойства. Так, по поверьям, в дома, обнесённые частоколом из эбеновых кольев, не могут проникнуть злые духи, а оружие из эбена якобы может убивать демонов. Волшебные палочки тоже часто делаются из эбенового дерева, кроме того, волшебные предметы должны храниться в эбеновой шкатулке, чтобы не потерять свою силу.

## Красная книга
Высокий спрос на древесину этих тропических деревьев стал угрозой для их существования. В 1994 году Всемирный союз охраны природы занёс их в Красную книгу.
Из 103 видов рода Diospyros большинство отнесено к категории «под угрозой» (Vulnerable), 14 к категории «в опасности» (Endangered) и 15 к категории «в крайней опасности» (Critically Endangered). Только 21 вид отнесён к категории «малый риск» (Near Threatened) и два — к «вне опасности» (Least Concern), а именно Diospyros ekodul B.Walln. и Diospyros lotus (Хурма обыкновенная).